# Georg Ludwig Kriegk
Georg Ludwig Kriegk (* 25. Februar 1805 in Darmstadt; † 28. Mai 1878 in Frankfurt am Main) war ein deutscher Historiker und Archivar.

## Leben

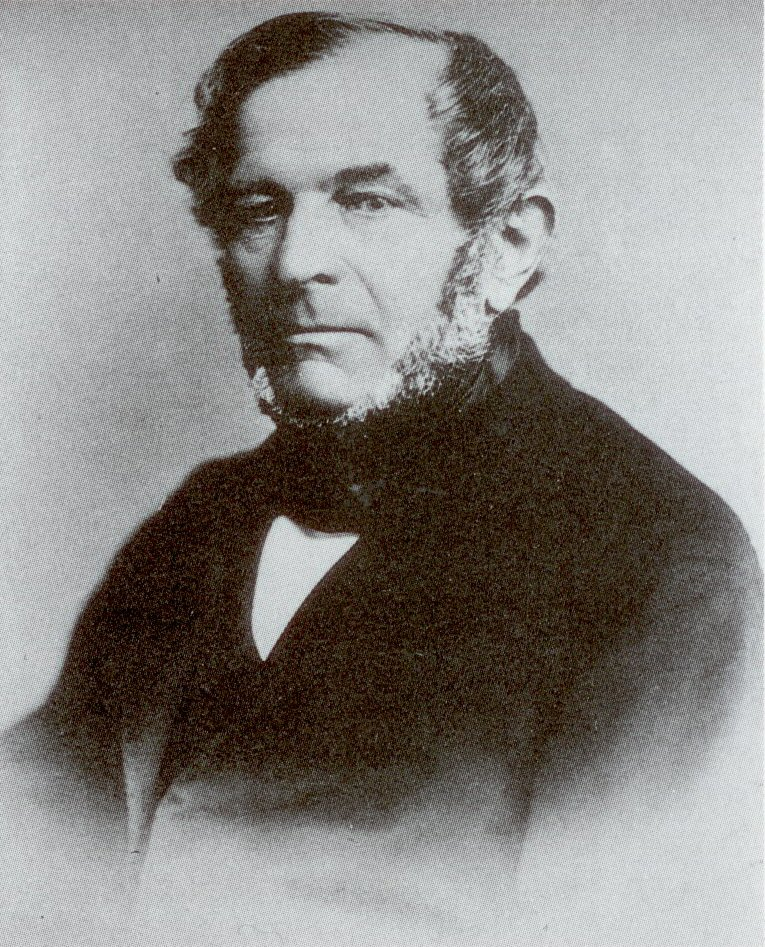
Georg Ludwig Kriegk

Kriegk studierte Geschichte, Evangelische Theologie und Philologie in Heidelberg und Gießen. Seit 1823 war er Mitglied der Alten Heidelberger Burschenschaft. 1825 kam er als Hauslehrer der Patrizierfamilie Bernus nach Frankfurt am Main. 1834 wurde er in Marburg promoviert; er ließ sich als Privatgelehrter in Frankfurt nieder.
Er war Mitglied in zahlreichen wissenschaftlichen Vereinigungen, darunter des Geographischen Vereins, zu dessen Gründern er 1836 gehörte, des Physikalischen Vereins, der Senckenbergischen Naturforschenden Gesellschaft und des Frankfurter Vereins für Geschichte und Altertumskunde. Seine besonderen Interessen galten der Geographie, der Völkerkunde und der Archäologie. Auf seine Initiative hin begannen die systematischen Ausgrabungen der antiken Römerstadt Nida in der Gemarkung des heutigen Heddernheim.
1848 wurde er Professor für Geschichte am Städtischen Gymnasium und Vorsitzender des Schulreform-Vereins. 1848 bis 1849 war er Mitglied der Konstituierenden Versammlung der Freien Stadt Frankfurt. 1848 war er Mitglied des Vorparlaments.
Ab 1860 war er im Frankfurter Stadtarchiv tätig, 1863 verließ er das Gymnasium und wurde Stadtarchivar. Unter seiner Leitung wurden die Archivalien erstmals geordnet, inventarisiert und durch die von ihm herausgegebenen Schriften zur Frankfurter Geschichte für die wissenschaftliche Forschung als Quellen erschlossen. Darüber hinaus verfasste er zahlreiche Schriften zur Geschichte der mittelalterlichen Stadtrepubliken und zur Goetheforschung. 1875 ging er aus gesundheitlichen Gründen in den Ruhestand. Er war zeitweise Mitglied der Frankfurter Freimaurerloge Zur Einigkeit.
Kriegk starb am 28. Mai 1878 in Frankfurt am Main. Sein Grab befindet sich auf dem Hauptfriedhof. Nach Kriegk wurde eine Straße im Frankfurter Stadtteil Gallus und hier die Kultureinrichtung „kriegkstr12“ benannt.

## Werke
- Die Völkerstämme und ihre Zweige nach den neuesten Ergebnisse der Ethnographie. Verlag Heinrich Ludwig Brönner, Frankfurt a. M. 1848 (MDZ München) (5. Aufl., bearb. v. Friedrich v. Hellwald. Winter, Frankfurt a. M. 1883).
- Frankfurter Bürgerzwiste und Zustände im Mittelalter. Ein auf urkundlichen Forschungen beruhender Beitrag zur Geschichte des deutschen Bürgerthums. Frankfurt a. M. 1862 (Nachdruck: Glashütten i.T. 1970). MDZ München archive.org
- Deutsches Bürgerthum im Mittelalter [Teil 1]. Nach urkundlichen Forschungen und mit besonderer Beziehung auf Frankfurt a.M. Frankfurt a. M. 1868 (Nachdruck: Glashütten i.T. 1969). MDZ München
- Deutsches Bürgerthum im Mittelalter [Teil 2]. Nach urkundlichen Forschungen. Nebst einem Anhang enthaltend ungedruckte Urkunden aus Frankfurtischen Archiven. Frankfurt a. M. 1871 (Nachdruck: Glashütten i.T. 1969). MDZ München
- Geschichte von Frankfurt am Main in ausgewählten Darstellungen. Nach Urkunden und Acten. Frankfurt a. M. 1871. MDZ München archive.org Google

Sein literarischer Nachlass wurde zunächst in der Stadtbibliothek verwaltet und kam 1888 ins Stadtarchiv. Dort ging der größte Teil der Sammlung bei den Luftangriffen auf Frankfurt am Main im Zweiten Weltkrieg verloren.